# Окулярник малокейський
Окулярник малокейський (Zosterops uropygialis) — вид горобцеподібних птахів родини окулярникових (Zosteropidae). Ендемік Індонезії.

## Опис
Довжина птаха становить 12,5 см. Верхня частина тіла тьмяна жовто-зелена, голова і крила тьмяніші, майже бурі. Нижня частина тіла яскраво-жовта, боки оливкові. Дзьоб коричнюватий, лапи сірі.

## Поширення і екологія
Малокейські окулярники мешкають на островах Малий Кай і Кай-Дула в архіпелазі Кай. Вони живуть в рівнинних тропічних лісах.

## Збереження
МСОП вважає стан збереження цього виду близьким до загрозливого. Йому загрожує знищення природного середовища.